# Standard Luik in het seizoen 2017/18
Dit artikel beschrijft de prestaties van de Belgische voetbalclub Standard Luik in het seizoen 2017–2018.

## Spelerskern
| Nr.           | Naam                 | Nationaliteit  | Geboortedatum | Vorige club                        |
| ------------- | -------------------- | -------------- | ------------- | ---------------------------------- |
| Keepers       |                      |                |               |                                    |
| 1             | Jean-François Gillet | België         | 31-05-1979    | KV Mechelen (2015–2016)            |
| 8             | Guillermo Ochoa      | Mexico         | 13-07-1985    | Granada (2016–2017)                |
| 16            | Arnaud Bodart        | België         | 11-03-1998    | /                                  |
| Verdedigers   |                      |                |               |                                    |
| 2             | Réginal Goreux       | Haïti          | 31-12-1987    | FK Rostov (2014–2015)              |
| 3             | Zinho Vanheusden     | België         | 29-07-1999    | Internazionale (2018)              |
| 4             | Dimitri Lavalée      | België         | 13-01-1997    | /                                  |
| 15            | Sébastien Pocognoli  | België         | 01-08-1987    | Brighton & Hove Albion (2016–2017) |
| 21            | Collins Fai          | Kameroen       | 13-08-1992    | Dinamo Boekarest (2013–2015)       |
| 23            | Valeriy Luchkevych   | Oekraïne       | 11-01-1996    | Dnipro Dnipropetrovsk (2013–2016)  |
| 24            | Giorgos Koutroubis   | Griekenland    | 02-10-1991    | Panathinaikos (2013–2017)          |
| 26            | Christian Luyindama  | Congo-Kinsh.   | 08-01-1994    | TP Mazembe (2015–2016)             |
| 29            | Luis Pedro Cavanda   | België         | 02-01-1991    | Galatasaray (2016–2017)            |
| 34            | Konstantinos Laifis  | Cyprus         | 19-05-1993    | Anorthosis Famagusta (2013–2016)   |
| Middenvelders |                      |                |               |                                    |
| 5             | Uche Henry Agbo      | Nigeria        | 04-12-1995    | Granada (2016–2017)                |
| 6             | Gojko Cimirot        | Bosnië en Her. | 19-12-1992    | PAOK Saloniki (2015–2018)          |
| 10            | Mehdi Carcela        | Marokko        | 01-07-1989    | Olympiakos (2017)                  |
| 14            | Jérôme Deom          | België         | 19-04-1999    | /                                  |
| 17            | Farouk Miya          | Oeganda        | 26-11-1997    | Excel Moeskroen (2017)             |
| 18            | Răzvan Marin         | Roemenië       | 23-05-1996    | Viitorul Constanța (2013–2016)     |
| 19            | Moussa Djenepo       | Mali           | 15-06-1998    | Yeelen Olympique (2016)            |
| 20            | Merveille Bope       | Congo-Kinsh.   | 21-05-1992    | TP Mazembe (2012–2016)             |
| 22            | Edmilson jr.         | België         | 19-08-1994    | Sint-Truidense VV (2012–2015)      |
| 25            | Carlinhos            | Brazilië       | 22-06-1994    | Estoril (2017)                     |
| 28            | Alexandro Cavagnera  | België         | 01-12-1998    | /                                  |
| 40            | Paul-José Mpoku      | Congo-Kinsh.   | 19-04-1992    | Panathinaikos (2016–2017)          |
| Aanvallers    |                      |                |               |                                    |
| 7             | Duje Čop             | Kroatië        | 01-02-1990    | Sporting Gijón (2016–2017)         |
| 9             | Renaud Emond         | België         | 05-12-1991    | Waasland-Beveren (2013–2015)       |

- = aanvoerder

### Technische staf
|                 |                         |               |
| Functie         | Naam                    | Nationaliteit |
| Coach           | Ricardo Sá Pinto (foto) | Portugal      |
| Assistent-coach | Eric Deflandre          | België        |
| Assistent-coach | Rui Mota                | Portugal      |
| Conditietrainer | José Gomes              | Portugal      |
| Keeperstrainer  | Ricardo Pereira         | Portugal      |
| Teammanager     | Pierre Rossi            | België        |

## Bestuur
| Functie                  | Naam               | Nationaliteit |
| ------------------------ | ------------------ | ------------- |
| Voorzitter / Eigenaar    | Bruno Venanzi      | België        |
| Sportief directeur       | Olivier Renard     | België        |
| Marketing & Communicatie | Alexandre Grosjean | België        |
| Hoofd jeugdopleiding     | Ingrid Vanherle    | België        |

## Uitrustingen
Shirtsponsor(s): Base / VOO

Sportmerk: New Balance
| Thuis | Uit | Alternatief | Doelman |

## Transfers

### Zomer
| Naam                | Nationaliteit | Van / Naar           | Bedrag / Type        |
| ------------------- | ------------- | -------------------- | -------------------- |
| Inkomend            |               |                      |                      |
| Christian Luyindama | Congo-Kinsh.  | TP Mazembe           | Aankoopoptie gelicht |
| Merveille Bope      | Congo-Kinsh.  | TP Mazembe           | Aankoopoptie gelicht |
| Jonathan Bolingi    | Congo-Kinsh.  | TP Mazembe           | Aankoopoptie gelicht |
| Moussa Djenepo      | Mali          | Yeelen Olympique     | Aankoopoptie gelicht |
| Sébastien Pocognoli | België        | West Bromwich Albion | Gekocht              |
| Paul-José Mpoku     | België        | Chievo Verona        | Gekocht              |
| Guillermo Ochoa     | Mexico        | Málaga               | Transfervrij         |
| Uche Henry Agbo     | Nigeria       | Watford FC           | Gekocht              |
| Carlinhos           | Brazilië      | Estoril              | Gekocht              |
| Duje Čop            | Kroatië       | Cagliari             | Gekocht              |
| Uitgaand            |               |                      |                      |
| Eyong Enoh          | Kameroen      |                      | Einde contract       |
| Achraf Achaoui      | België        |                      | Einde contract       |
| Ibrahima Bah        | België        | KV Oostende          | Verkocht             |
| Guillaume Hubert    | België        | Club Brugge          | Verkocht             |
| Birama Touré        | Mali          | AJ Auxerre           | Verkocht             |
| Mohamed Yattara     | Guinee        | AJ Auxerre           | Verkocht             |
| Ibrahima Cissé      | België        | Fulham FC            | Verkocht             |
| Darwin Andrade      | Colombia      | Deportivo Cali       | Verkocht             |
| Benjamin Tetteh     | Ghana         | Bohemians Praag      | Verkocht             |
| Jonathan Legear     | België        | Sint-Truiden         | Verkocht             |
| Hugo Cuypers        | België        | Ergotelis FC         | Verkocht             |

### Verhuurde spelers
| Naam                | Nationaliteit | Van / Naar         | Begindatum       | Einddatum     |
| ------------------- | ------------- | ------------------ | ---------------- | ------------- |
| Inkomend            |               |                    |                  |               |
| Konstantinos Laifis | Cyprus        | Olympiakos         | 9 juli 2016      | Einde seizoen |
| Luis Pedro Cavanda  | België        | Galatasaray        | 31 augustus 2017 | Einde seizoen |
| Zinho Vanheusden    | België        | Internazionale     | 30 januari 2018  | Einde seizoen |
| Mehdi Carcela       | Marokko       | Granada            | 31 januari 2018  | Einde seizoen |
| Uitgaand            |               |                    |                  |               |
| Jean-Luc Dompé      | Frankrijk     | Amiens SC          | 15 juni 2017     | Einde seizoen |
| Samy Mmaee          | België        | MVV Maastricht     | 1 juli 2017      | Einde seizoen |
| Jonathan Bolingi    | Congo-Kinsh.  | Excel Moeskroen    | 6 juli 2017      | Einde seizoen |
| Ryan Mmaee          | België        | Waasland-Beveren   | 30 augustus 2017 | Einde seizoen |
| Mathieu Dossevi     | Togo          | FC Metz            | 31 augustus 2017 | Einde seizoen |
| Benito Raman        | België        | Fortuna Düsseldorf | 31 augustus 2017 | 20 maart 2018 |
| Ishak Belfodil      | Algerije      | Werder Bremen      | 31 augustus 2017 | Einde seizoen |
| Miloš Kosanović     | Servië        | Göztepe Izmir      | 8 september 2017 | Einde seizoen |
| Dieumerci Ndongala  | Congo-Kinsh.  | KRC Genk           | 31 januari 2018  | Einde seizoen |
| Beni Badibanga      | België        | Lierse SK          | 31 januari 2018  | Einde seizoen |

### Winter
| Naam               | Nationaliteit  | Van / Naar         | Bedrag / Type |
| ------------------ | -------------- | ------------------ | ------------- |
| Inkomend           |                |                    |               |
| Gojko Cimirot      | Bosnië en Her. | PAOK Saloniki      | Gekocht       |
| Giorgos Koutroubis | Griekenland    | Panathinaikos      | Transfervrij  |
| Uitgaand           |                |                    |               |
| Corentin Fiore     | België         | Palermo            | Verkocht      |
| Filip Mladenović   | Servië         | Lechia Gdańsk      | Verkocht      |
| Alexander Scholz   | Denemarken     | Club Brugge        | Verkocht      |
| Orlando Sá         | Portugal       | Henan Jianye       | Verkocht      |
| Benito Raman       | België         | Fortuna Düsseldorf | Verkocht      |

## Jupiler Pro League

### Wedstrijden
| Wedstrijddetails                                             | Thuisploeg                                                | Uitslag                         | Uitploeg                                              | Opstelling | Kaarten                                                               |
| ------------------------------------------------------------ | --------------------------------------------------------- | ------------------------------- | ----------------------------------------------------- | --- | --------------------------------------------------------------------- |
| Heenronde                                                    |                                                           |                                 |                                                       | |                                                                       |
| 30 juli 2017 14:30 Achter de Kazerne Mechelen                | KV Mechelen                                               | 1-1                             | Standard Luik                                         | Ochoa Goreux, Scholz, Laifis, Pocognoli Dossevi (78' Edmilson jr.), Agbo, Bope, Mpoku Belfodil (69' Emond), Sá                             | 29' Belfodil 57' Pocognoli 81' Mpoku                                  |
| 30 juli 2017 14:30 Achter de Kazerne Mechelen                | 7' Dražić                                                 | 1-0 1-1                         | 8' Sá                                                 | Ochoa Goreux, Scholz, Laifis, Pocognoli Dossevi (78' Edmilson jr.), Agbo, Bope, Mpoku Belfodil (69' Emond), Sá                             | 29' Belfodil 57' Pocognoli 81' Mpoku                                  |
| 4 augustus 2017 20:30 Stade Maurice Dufrasne Luik            | Standard Luik                                             | 2-1                             | KRC Genk                                              | Ochoa Fai, Scholz, Laifis, Pocognoli Agbo (46' Marin), Bope, Mpoku (84' Kosanovic) Dossevi, Sá, Edmilson jr. (76' Ndongala)                | 11' Dossevi 79' Scholz 84' Pocognoli                                  |
| 4 augustus 2017 20:30 Stade Maurice Dufrasne Luik            | 48' Edmilson jr. 63' Mpoku                                | 0-1 1-1 2-1                     | 36' Schrijvers                                        | Ochoa Fai, Scholz, Laifis, Pocognoli Agbo (46' Marin), Bope, Mpoku (84' Kosanovic) Dossevi, Sá, Edmilson jr. (76' Ndongala)                | 11' Dossevi 79' Scholz 84' Pocognoli                                  |
| 13 augustus 2017 20:00 Stayen Sint-Truiden                   | Sint-Truiden                                              | 1-0                             | Standard Luik                                         | Ochoa Fai, Scholz, Laifis, Pocognoli Agbo, Bope (62' Marin), Mpoku Dossevi (67' Ndongala), Sá, Edmilson jr. (83' Belfodil)                 | 33' Fai 44' Scholz 49' Bope 87' Fai 90+1' Sá                          |
| 13 augustus 2017 20:00 Stayen Sint-Truiden                   | 90+2' Boli                                                | 1-0                             |                                                       | Ochoa Fai, Scholz, Laifis, Pocognoli Agbo, Bope (62' Marin), Mpoku Dossevi (67' Ndongala), Sá, Edmilson jr. (83' Belfodil)                 | 33' Fai 44' Scholz 49' Bope 87' Fai 90+1' Sá                          |
| 18 augustus 2017 20:30 Stade Maurice Dufrasne Luik           | Standard Luik                                             | 0-4                             | Zulte Waregem                                         | Ochoa Scholz, Kosanović, Laifis, Pocognoli Agbo, Bope, Mpoku Dossevi (75' Ndongala) Sá (45+1' Emond), Edmilson jr. (72' Belfodil)          |                                                                       |
| 18 augustus 2017 20:30 Stade Maurice Dufrasne Luik           |                                                           | 0-1 0-2 0-3 0-4                 | 65' De Pauw 70' Kaya 73' Olayinka 84' Kaya (pen.)     | Ochoa Scholz, Kosanović, Laifis, Pocognoli Agbo, Bope, Mpoku Dossevi (75' Ndongala) Sá (45+1' Emond), Edmilson jr. (72' Belfodil)          |                                                                       |
| 27 augustus 2017 14:30 Jan Breydelstadion Brugge             | Club Brugge                                               | 4-0                             | Standard Luik                                         | Ochoa Fai, Scholz, Laifis, Pocognoli Agbo, Bope, Dossevi (60' Carlinhos) Ndongala, Raman (74' Emond), Mpoku (90' Djenepo)                  | 55' Laifis 58' Fai 79' Ndongala                                       |
| 27 augustus 2017 14:30 Jan Breydelstadion Brugge             | 3' Vanaken 6' Wesley 56' Vanaken 80' Mechele              | 1-0 2-0 3-0 4-0                 |                                                       | Ochoa Fai, Scholz, Laifis, Pocognoli Agbo, Bope, Dossevi (60' Carlinhos) Ndongala, Raman (74' Emond), Mpoku (90' Djenepo)                  | 55' Laifis 58' Fai 79' Ndongala                                       |
| 10 september 2017 18:00 Stade Maurice Dufrasne Luik          | Standard Luik                                             | 0-0                             | Sporting Charleroi                                    | Ochoa Fai, Luyindama, Laifis, Pocognoli (81' Cavanda) Agbo, Bope, Mpoku Ndongala (74' Djenepo), Cop, Carlinhos                             | 29' Bope 45+2' Agbo 84' Djenepo                                       |
| 10 september 2017 18:00 Stade Maurice Dufrasne Luik          |                                                           |                                 |                                                       | Ochoa Fai, Luyindama, Laifis, Pocognoli (81' Cavanda) Agbo, Bope, Mpoku Ndongala (74' Djenepo), Cop, Carlinhos                             | 29' Bope 45+2' Agbo 84' Djenepo                                       |
| 17 september 2017 20:00 Kehrwegstadion Eupen                 | KAS Eupen                                                 | 1-1                             | Standard Luik                                         | Ochoa Fai, Luyindama, Laifis, Pocognoli (72' Cavanda) Agbo (80' Marin), Bope, Mpoku Ndongala (65' Djenepo), Cop, Carlinhos                 | 41' Pocognoli 56' Agbo 68' Bope 77' Cavanda 84' Djenepo               |
| 17 september 2017 20:00 Kehrwegstadion Eupen                 | 2' Leye                                                   | 1-0 1-1                         | 39' Mpoku                                             | Ochoa Fai, Luyindama, Laifis, Pocognoli (72' Cavanda) Agbo (80' Marin), Bope, Mpoku Ndongala (65' Djenepo), Cop, Carlinhos                 | 41' Pocognoli 56' Agbo 68' Bope 77' Cavanda 84' Djenepo               |
| 24 september 2017 20:00 Stade Maurice Dufrasne Luik          | Standard Luik                                             | 2-1                             | KSC Lokeren                                           | Ochoa Fai, Luyindama, Laifis, Pocognoli Agbo (83' Djenepo), Bope (46' Marin), Mpoku Ndongala (69' Sá), Cop, Carlinhos                      | 65' Agbo 87' Carlinhos 90+3' Mpoku                                    |
| 24 september 2017 20:00 Stade Maurice Dufrasne Luik          | 52' Cop 90+1' Mpoku                                       | 0-1 1-1 1-2                     | 45+1' Benchaib                                        | Ochoa Fai, Luyindama, Laifis, Pocognoli Agbo (83' Djenepo), Bope (46' Marin), Mpoku Ndongala (69' Sá), Cop, Carlinhos                      | 65' Agbo 87' Carlinhos 90+3' Mpoku                                    |
| 1 oktober 2017 18:00 Constant Vanden Stockstadion Anderlecht | RSC Anderlecht                                            | 1-0                             | Standard Luik                                         | Ochoa Fai, Luyindama, Laifis, Pocognoli Agbo, Bope (28' Luchkevych), Marin Mpoku (88' Sá), Cop, Ndongala (72' Edmilson jr.)                | 49' Agbo                                                              |
| 1 oktober 2017 18:00 Constant Vanden Stockstadion Anderlecht | 89' Onyekuru                                              | 1-0                             |                                                       | Ochoa Fai, Luyindama, Laifis, Pocognoli Agbo, Bope (28' Luchkevych), Marin Mpoku (88' Sá), Cop, Ndongala (72' Edmilson jr.)                | 49' Agbo                                                              |
| 15 oktober 2017 14:30 Stade Maurice Dufrasne Luik            | Standard Luik                                             | 3-1                             | KV Kortrijk                                           | Ochoa Cavanda, Luyindama, Laifis, Pocognoli Agbo, Marin, Carlinhos (64' Fai) Edmilson jr., Sá (82' Cop), Mpoku (73' Ndongala)              | 27' Pocognoli 62' Pocognoli 90+3' Edmilson jr.                        |
| 15 oktober 2017 14:30 Stade Maurice Dufrasne Luik            | 12' Edmilson jr. 22' Sá 44' Sá                            | 0-1 1-1 2-1 3-1                 | 10' D'Haene                                           | Ochoa Cavanda, Luyindama, Laifis, Pocognoli Agbo, Marin, Carlinhos (64' Fai) Edmilson jr., Sá (82' Cop), Mpoku (73' Ndongala)              | 27' Pocognoli 62' Pocognoli 90+3' Edmilson jr.                        |
| 20 oktober 2017 20:30 Le Canonnier Moeskroen                 | Excel Moeskroen                                           | 1-3                             | Standard Luik                                         | Ochoa Cavanda, Luyindama, Laifis, Fai Agbo, Marin, Carlinhos (76' Cop) Edmilson jr., Sá (88' Scholz), Mpoku (85' Luchkevych)               | 77' Cavanda 80' Sá 85' Mpoku                                          |
| 20 oktober 2017 20:30 Le Canonnier Moeskroen                 | 49' Amallah                                               | 0-1 1-1 1-2 1-3                 | 33' Locigno (own) 75' Sá 90+4' Edmilson jr.           | Ochoa Cavanda, Luyindama, Laifis, Fai Agbo, Marin, Carlinhos (76' Cop) Edmilson jr., Sá (88' Scholz), Mpoku (85' Luchkevych)               | 77' Cavanda 80' Sá 85' Mpoku                                          |
| 26 oktober 2017 20:30 Bosuilstadion Antwerpen                | Antwerp FC                                                | 0-0                             | Standard Luik                                         | Ochoa Cavanda, Luyindama, Laifis, Fai Agbo, Marin, Carlinhos (76' Cop) Edmilson jr. (84' Luchkevych), Sá, Mpoku (84' Ndongala)             | 33' Mpoku 90+2' Cavanda                                               |
| 26 oktober 2017 20:30 Bosuilstadion Antwerpen                |                                                           |                                 |                                                       | Ochoa Cavanda, Luyindama, Laifis, Fai Agbo, Marin, Carlinhos (76' Cop) Edmilson jr. (84' Luchkevych), Sá, Mpoku (84' Ndongala)             | 33' Mpoku 90+2' Cavanda                                               |
| 29 oktober 2017 18:00 Stade Maurice Dufrasne Luik            | Standard Luik                                             | 3-1                             | Waasland-Beveren                                      | Ochoa Cavanda, Luyindama, Laifis, Pocognoli (64' Fai) Agbo, Marin (89' Scholz), Carlinhos Edmilson jr., Sá, Mpoku (83' Luchkevych)         | 15' Pocognoli                                                         |
| 29 oktober 2017 18:00 Stade Maurice Dufrasne Luik            | 28' Sá 30' Mpoku 42' Seck (own)                           | 1-0 2-0 3-0 3-1                 | 87' Thelin                                            | Ochoa Cavanda, Luyindama, Laifis, Pocognoli (64' Fai) Agbo, Marin (89' Scholz), Carlinhos Edmilson jr., Sá, Mpoku (83' Luchkevych)         | 15' Pocognoli                                                         |
| 3 november 2017 20:30 Ghelamco Arena Gent                    | AA Gent                                                   | 1-0                             | Standard Luik                                         | Ochoa Cavanda (82' Fai), Luyindama, Laifis, Pocognoli Agbo (90' Miya), Marin, Carlinhos Edmilson jr. (78' Emond), Sá, Mpoku                | 63' Cavanda 86' Laifis                                                |
| 3 november 2017 20:30 Ghelamco Arena Gent                    | 50' Yaremchuk                                             | 1-0                             |                                                       | Ochoa Cavanda (82' Fai), Luyindama, Laifis, Pocognoli Agbo (90' Miya), Marin, Carlinhos Edmilson jr. (78' Emond), Sá, Mpoku                | 63' Cavanda 86' Laifis                                                |
| 18 november 2017 20:30 Stade Maurice Dufrasne Luik           | Standard Luik                                             | 0-0                             | KV Oostende                                           | Ochoa Cavanda, Luyindama, Laifis, Pocognoli Agbo (78' Emond), Marin, Carlinhos (46' Ndongala) Edmilson jr., Sá, Mpoku                      | 29' Edmilson jr. 80' Pocognoli                                        |
| 18 november 2017 20:30 Stade Maurice Dufrasne Luik           |                                                           |                                 |                                                       | Ochoa Cavanda, Luyindama, Laifis, Pocognoli Agbo (78' Emond), Marin, Carlinhos (46' Ndongala) Edmilson jr., Sá, Mpoku                      | 29' Edmilson jr. 80' Pocognoli                                        |
| Terugronde                                                   |                                                           |                                 |                                                       | |                                                                       |
| 26 november 2017 14:30 Luminus Arena Genk                    | KRC Genk                                                  | 0-2                             | Standard Luik                                         | Ochoa Cavanda, Luyindama, Laifis, Fai Agbo, Marin, Carlinhos (87' Scholz) Edmilson jr., Sá (73' Emond), Mpoku (70' Luchkevych)             | 54' Carlinhos 58' Mpoku                                               |
| 26 november 2017 14:30 Luminus Arena Genk                    |                                                           | 0-1 0-2                         | 15' Mpoku 81' Agbo                                    | Ochoa Cavanda, Luyindama, Laifis, Fai Agbo, Marin, Carlinhos (87' Scholz) Edmilson jr., Sá (73' Emond), Mpoku (70' Luchkevych)             | 54' Carlinhos 58' Mpoku                                               |
| 3 december 2017 14:30 Stade Maurice Dufrasne Luik            | Standard Luik                                             | 1-1                             | Antwerp FC                                            | Ochoa Cavanda, Luyindama, Laifis, Pocognoli Luchkevych (76' Djenepo), Agbo, Marin Edmilson jr. (26' Badibanga), Sá, Carlinhos (81' Emond)  | 62' Pocognoli 71' Luyindama                                           |
| 3 december 2017 14:30 Stade Maurice Dufrasne Luik            | 45+1' Sá                                                  | 1-0 1-1                         | 72' Hairemans (pen.)                                  | Ochoa Cavanda, Luyindama, Laifis, Pocognoli Luchkevych (76' Djenepo), Agbo, Marin Edmilson jr. (26' Badibanga), Sá, Carlinhos (81' Emond)  | 62' Pocognoli 71' Luyindama                                           |
| 8 december 2017 20:30 Freethiel Beveren                      | Waasland-Beveren                                          | 3-1                             | Standard Luik                                         | Ochoa Cavanda (62' Ndongala), Luyindama, Laifis, Pocognoli Luchkevych, Agbo, Marin Mpoku (85' Badibanga), Sá, Carlinhos (82' Emond)        | 10' Cavanda 52' Marin                                                 |
| 8 december 2017 20:30 Freethiel Beveren                      | 36' Seck 49' Thelin 72' Ampomah                           | 0-1 1-1 2-1 3-1                 | 15' Marin                                             | Ochoa Cavanda (62' Ndongala), Luyindama, Laifis, Pocognoli Luchkevych, Agbo, Marin Mpoku (85' Badibanga), Sá, Carlinhos (82' Emond)        | 10' Cavanda 52' Marin                                                 |
| 16 december 2017 18:00 Stade Maurice Dufrasne Luik           | Standard Luik                                             | 0-0                             | AA Gent                                               | Ochoa Fai, Luyindama, Laifis, Pocognoli Ndongala (81' Luchkevych), Agbo, Marin, Mpoku (68' Edmilson jr.) Sá, Emond (71' Carlinhos)         | 12' Fai 28' Laifis 30' Sá                                             |
| 16 december 2017 18:00 Stade Maurice Dufrasne Luik           |                                                           |                                 |                                                       | Ochoa Fai, Luyindama, Laifis, Pocognoli Ndongala (81' Luchkevych), Agbo, Marin, Mpoku (68' Edmilson jr.) Sá, Emond (71' Carlinhos)         | 12' Fai 28' Laifis 30' Sá                                             |
| 23 december 2017 20:30 Stade Maurice Dufrasne Luik           | Standard Luik                                             | 1-1                             | Sint-Truiden                                          | Ochoa Cavanda, Luyindama, Laifis, Pocognoli (76' Fai) Agbo, Marin, Mpoku Edmilson jr. (76' Ndongala), Sá, Carlinhos (88' Scholz)           | 23' Cavanda 48' Laifis 58' Pocognoli 71' Edmilson jr. 90+3' Luyindama |
| 23 december 2017 20:30 Stade Maurice Dufrasne Luik           | 85' Marin                                                 | 1-0 1-1                         | 90' Bezus                                             | Ochoa Cavanda, Luyindama, Laifis, Pocognoli (76' Fai) Agbo, Marin, Mpoku Edmilson jr. (76' Ndongala), Sá, Carlinhos (88' Scholz)           | 23' Cavanda 48' Laifis 58' Pocognoli 71' Edmilson jr. 90+3' Luyindama |
| 27 december 2017 20:30 Guldensporenstadion Kortrijk          | KV Kortrijk                                               | 2-1                             | Standard Luik                                         | Ochoa Cavanda, Luyindama, Laifis, Pocognoli Agbo, Marin, Carlinhos (44' Scholz) Edmilson jr., Sá (89' Emond), Mpoku (70' Ndongala)         | 34' Agbo 42' Agbo 42' Pocognoli 52' Mpoku 82' Ndongala                |
| 27 december 2017 20:30 Guldensporenstadion Kortrijk          | 83' Cavanda (own) 90+3' Perbet                            | 0-1 1-1 2-1                     | 65' Marin (pen.)                                      | Ochoa Cavanda, Luyindama, Laifis, Pocognoli Agbo, Marin, Carlinhos (44' Scholz) Edmilson jr., Sá (89' Emond), Mpoku (70' Ndongala)         | 34' Agbo 42' Agbo 42' Pocognoli 52' Mpoku 82' Ndongala                |
| 20 januari 2018 18:00 Stade Maurice Dufrasne Luik            | Standard Luik                                             | 3-2                             | KAS Eupen                                             | Ochoa Fai, Luyindama, Laifis, Pocognoli Edmilson jr. (65' Djenepo), Scholz (74' Carlinhos), Marin, Mpoku Sá, Emond (65' Čop)               | 71' Luyindama                                                         |
| 20 januari 2018 18:00 Stade Maurice Dufrasne Luik            | 15' Sá 45+1' Sá 90+2' Pocognoli                           | 0-1 1-1 1-2 2-2 3-2             | 13' Leye 40' Koné                                     | Ochoa Fai, Luyindama, Laifis, Pocognoli Edmilson jr. (65' Djenepo), Scholz (74' Carlinhos), Marin, Mpoku Sá, Emond (65' Čop)               | 71' Luyindama                                                         |
| 23 januari 2018 20:30 Regenboogstadion Waregem               | Zulte Waregem                                             | 2-1                             | Standard Luik                                         | Gillet Cavanda, Luyindama, Laifis, Pocognoli (46' Fai) Agbo, Marin (71' Čop), Carlinhos Edmilson jr., Emond, Mpoku                         | 33' Agbo 66' Edmilson jr. 89' Čop 90' Edmilson jr.                    |
| 23 januari 2018 20:30 Regenboogstadion Waregem               | 26' Doumbia 90+3' Šaponjić                                | 1-0 1-1 2-1                     | 73' Emond                                             | Gillet Cavanda, Luyindama, Laifis, Pocognoli (46' Fai) Agbo, Marin (71' Čop), Carlinhos Edmilson jr., Emond, Mpoku                         | 33' Agbo 66' Edmilson jr. 89' Čop 90' Edmilson jr.                    |
| 28 januari 2018 18:00 Stade Maurice Dufrasne Luik            | Standard Luik                                             | 3-3                             | RSC Anderlecht                                        | Ochoa Cavanda, Luyindama, Laifis, Fai Cimirot, Marin (83' Carlinhos), Čop (87' Djenepo) Sá, Emond, Mpoku                                   |                                                                       |
| 28 januari 2018 18:00 Stade Maurice Dufrasne Luik            | 6' Sá 24' Luyindama 63' Luyindama                         | 1-0 1-1 2-1 2-2 2-3 3-3         | 14' Hanni 41' Hanni 44' Hanni                         | Ochoa Cavanda, Luyindama, Laifis, Fai Cimirot, Marin (83' Carlinhos), Čop (87' Djenepo) Sá, Emond, Mpoku                                   |                                                                       |
| 3 februari 2018 18:00 Daknamstadion Lokeren                  | KSC Lokeren                                               | 0-3                             | Standard Luik                                         | Ochoa Cavanda, Luyindama, Laifis, Fai Edmilson jr., Agbo, Cimirot (88' Marin), Mpoku (68' Carcela) Sá, Emond (68' Čop)                     | 30' Fai                                                               |
| 3 februari 2018 18:00 Daknamstadion Lokeren                  |                                                           | 0-1 0-2 0-3                     | 41' Emond 84' Čop (pen.) 90' Marin                    | Ochoa Cavanda, Luyindama, Laifis, Fai Edmilson jr., Agbo, Cimirot (88' Marin), Mpoku (68' Carcela) Sá, Emond (68' Čop)                     | 30' Fai                                                               |
| 11 februari 2018 18:00 Stade Maurice Dufrasne Luik           | Standard Luik                                             | 4-3                             | Excel Moeskroen                                       | Ochoa Cavanda, Luyindama, Koutroubis, Pocognoli Edmilson jr., Cimirot, Marin (75' Laifis), Carcela Emond (46' Čop), Sá (79' Mpoku)         | 10' Luyindama 73' Luyindama 90' Čop                                   |
| 11 februari 2018 18:00 Stade Maurice Dufrasne Luik           | 9' Luyindama 47' Pocognoli 87' Carcela 89' Čop            | 1-0 1-1 2-1 2-2 2-3 3-3 4-3     | 19' Awoniyi 65' Rotariu 76' Awoniyi                   | Ochoa Cavanda, Luyindama, Koutroubis, Pocognoli Edmilson jr., Cimirot, Marin (75' Laifis), Carcela Emond (46' Čop), Sá (79' Mpoku)         | 10' Luyindama 73' Luyindama 90' Čop                                   |
| 18 februari 2018 18:00 Stade du Pays de Charleroi Charleroi  | Sporting Charleroi                                        | 1-1                             | Standard Luik                                         | Ochoa Cavanda, Koutroubis, Laifis, Fai Agbo, Marin, Čop (68' Cimirot) Carcela, Emond (63' Sá), Edmilson jr. (77' Mpoku)                    | 36' Agbo 59' Laifis 64' Laifis 71' Fai                                |
| 18 februari 2018 18:00 Stade du Pays de Charleroi Charleroi  | 66' Rezaei (pen.)                                         | 1-0 1-1                         | 76' Sá                                                | Ochoa Cavanda, Koutroubis, Laifis, Fai Agbo, Marin, Čop (68' Cimirot) Carcela, Emond (63' Sá), Edmilson jr. (77' Mpoku)                    | 36' Agbo 59' Laifis 64' Laifis 71' Fai                                |
| 25 februari 2018 18:00 Stade Maurice Dufrasne Luik           | Standard Luik                                             | 1-1                             | Club Brugge                                           | Ochoa Cavanda, Luyindama, Koutroubis, Fai Agbo, Marin, Carcela (88' Djenepo) Edmilson jr., Emond (84' Čop), Mpoku (80' Sá)                 | 89' Marin                                                             |
| 25 februari 2018 18:00 Stade Maurice Dufrasne Luik           | 31' Carcela                                               | 1-0 1-1                         | 72' Dennis                                            | Ochoa Cavanda, Luyindama, Koutroubis, Fai Agbo, Marin, Carcela (88' Djenepo) Edmilson jr., Emond (84' Čop), Mpoku (80' Sá)                 | 89' Marin                                                             |
| 3 maart 2018 20:00 Stade Maurice Dufrasne Luik               | Standard Luik                                             | 3-2                             | KV Mechelen                                           | Ochoa Cavanda, Luyindama, Koutroubis, Fai Edmilson jr., Agbo, Marin (90+3' Cimirot), Carcela (89' Djenepo) Emond, Čop (46' Carlinhos)      | 58' Agbo 61' Carcela                                                  |
| 3 maart 2018 20:00 Stade Maurice Dufrasne Luik               | 34' Emond 45+3' Luyindama 52' Carlinhos                   | 0-1 1-1 1-2 2-2 3-2             | 5' Bandé 43' Mera                                     | Ochoa Cavanda, Luyindama, Koutroubis, Fai Edmilson jr., Agbo, Marin (90+3' Cimirot), Carcela (89' Djenepo) Emond, Čop (46' Carlinhos)      | 58' Agbo 61' Carcela                                                  |
| 11 maart 2018 14:30 Versluys Arena Oostende                  | KV Oostende                                               | 2-3                             | Standard Luik                                         | Ochoa Cavanda, Luyindama, Laifis, Fai Mpoku (75' Agbo), Cimirot (46' Carcela), Marin, Edmilson jr. Emond, Čop (59' Djenepo)                | 68' Mpoku                                                             |
| 11 maart 2018 14:30 Versluys Arena Oostende                  | 27' Canesin 45' Akpala                                    | 1-0 2-0 2-1 2-2 2-3             | 50' Emond 65' Djenepo 72' Fai                         | Ochoa Cavanda, Luyindama, Laifis, Fai Mpoku (75' Agbo), Cimirot (46' Carcela), Marin, Edmilson jr. Emond, Čop (59' Djenepo)                | 68' Mpoku                                                             |
| Play-off I                                                   |                                                           |                                 |                                                       | |                                                                       |
| 30 maart 2018 20:30 Stade Maurice Dufrasne Luik              | Standard Luik                                             | 1-0                             | Sporting Charleroi                                    | Gillet Fai, Luyindama, Laifis, Pocognoli Agbo, Cimirot (68' Marin), Carcela Edmilson jr. (89' Goreux), Emond, Mpoku (68' Čop)              | 51' Cimirot 85' Edmilson jr.                                          |
| 30 maart 2018 20:30 Stade Maurice Dufrasne Luik              | 84' Edmilson jr.                                          | 1-0                             |                                                       | Gillet Fai, Luyindama, Laifis, Pocognoli Agbo, Cimirot (68' Marin), Carcela Edmilson jr. (89' Goreux), Emond, Mpoku (68' Čop)              | 51' Cimirot 85' Edmilson jr.                                          |
| 7 april 2018 20:30 Luminus Arena Genk                        | KRC Genk                                                  | 1-0                             | Standard Luik                                         | Ochoa Fai, Luyindama, Laifis, Pocognoli Carcela, Agbo (83' Djenepo), Marin, Edmilson jr. Emond, Čop (70' Carlinhos)                        | 17' Pocognoli 23' Agbo 68' Fai 85' Carcela 90+5' Luyindama            |
| 7 april 2018 20:30 Luminus Arena Genk                        | 49' Trossard (pen.)                                       | 1-0                             |                                                       | Ochoa Fai, Luyindama, Laifis, Pocognoli Carcela, Agbo (83' Djenepo), Marin, Edmilson jr. Emond, Čop (70' Carlinhos)                        | 17' Pocognoli 23' Agbo 68' Fai 85' Carcela 90+5' Luyindama            |
| 14 april 2018 20:30 Stade Maurice Dufrasne Luik              | Standard Luik                                             | 1-0                             | AA Gent                                               | Ochoa Cavanda, Vanheusden, Laifis, Fai Carcela (78' Djenepo), Cimirot, Marin (57' Agbo), Edmilson jr. Emond, Čop (90+1' Luchkevych)        | 90' Emond 90+4' Ochoa                                                 |
| 14 april 2018 20:30 Stade Maurice Dufrasne Luik              | 90' Emond (pen.)                                          | 1-0                             |                                                       | Ochoa Cavanda, Vanheusden, Laifis, Fai Carcela (78' Djenepo), Cimirot, Marin (57' Agbo), Edmilson jr. Emond, Čop (90+1' Luchkevych)        | 90' Emond 90+4' Ochoa                                                 |
| 18 april 2018 20:30 Stade Maurice Dufrasne Luik              | Standard Luik                                             | 2-1                             | RSC Anderlecht                                        | Ochoa Cavanda, Koutroubis, Laifis, Fai Carcela (83' Carlinhos), Cimirot, Marin (77' Agbo), Edmilson jr. Emond, Čop (46' Luchkevych)        | 37' Koutroubis 90+5' Luchkevych                                       |
| 18 april 2018 20:30 Stade Maurice Dufrasne Luik              | 10' Emond 60' Carcela                                     | 1-0 1-1 2-1                     | 40' Trebel                                            | Ochoa Cavanda, Koutroubis, Laifis, Fai Carcela (83' Carlinhos), Cimirot, Marin (77' Agbo), Edmilson jr. Emond, Čop (46' Luchkevych)        | 37' Koutroubis 90+5' Luchkevych                                       |
| 22 april 2018 18:00 Jan Breydelstadion Brugge                | Club Brugge                                               | 4-4                             | Standard Luik                                         | Ochoa Cavanda, Luyindama, Laifis, Fai Cimirot, Marin (85' Djenepo), Carcela Luchkevych (46' Carlinhos), Emond, Edmilson jr. (71' Čop)      | 44' Fai 74' Luyindama 87' Carlinhos                                   |
| 22 april 2018 18:00 Jan Breydelstadion Brugge                | 8' Vormer 28' Wesley 34' Diaby 83' Diaby (pen.)           | 1-0 2-0 2-1 3-1 3-2 3-3 4-3 4-4 | 30' Edmilson jr. 40' Edmilson jr. 66' Emond 90+3' Čop | Ochoa Cavanda, Luyindama, Laifis, Fai Cimirot, Marin (85' Djenepo), Carcela Luchkevych (46' Carlinhos), Emond, Edmilson jr. (71' Čop)      | 44' Fai 74' Luyindama 87' Carlinhos                                   |
| 29 april 2018 20:30 Ghelamco Arena Gent                      | AA Gent                                                   | 1-3                             | Standard Luik                                         | Ochoa Cavanda, Koutroubis, Laifis, Fai Agbo (46' Cimirot), Marin (89' Luyindama), Carlinhos (77' Mpoku) Carcela, Emond, Edmilson jr.       | 20' Agbo 49' Marin 83' Koutroubis 90+4' Cavanda                       |
| 29 april 2018 20:30 Ghelamco Arena Gent                      | 43' Janga                                                 | 1-0 1-1 1-2 1-3                 | 53' Cimirot 58' Edmilson jr. 90+3' Cavanda            | Ochoa Cavanda, Koutroubis, Laifis, Fai Agbo (46' Cimirot), Marin (89' Luyindama), Carlinhos (77' Mpoku) Carcela, Emond, Edmilson jr.       | 20' Agbo 49' Marin 83' Koutroubis 90+4' Cavanda                       |
| 6 mei 2018 18:00 Stade Maurice Dufrasne Luik                 | Standard Luik                                             | 5-0                             | KRC Genk                                              | Ochoa Cavanda, Luyindama, Laifis, Fai Agbo, Cimirot, Carcela (89' Carlinhos) Edmilson jr. (89' Djenepo), Emond (70' Čop), Mpoku            | 38' Agbo                                                              |
| 6 mei 2018 18:00 Stade Maurice Dufrasne Luik                 | 9' Carcela 51' Emond 79' Edmilson jr. 83' Čop 88' Carcela | 1-0 2-0 3-0 4-0 5-0             |                                                       | Ochoa Cavanda, Luyindama, Laifis, Fai Agbo, Cimirot, Carcela (89' Carlinhos) Edmilson jr. (89' Djenepo), Emond (70' Čop), Mpoku            | 38' Agbo                                                              |
| 10 mei 2018 14:30 Constant Vanden Stockstadion Anderlecht    | RSC Anderlecht                                            | 1-3                             | Standard Luik                                         | Ochoa Cavanda, Luyindama, Laifis, Fai Selahi (46' Carlinhos), Cimirot, Carcela (90+1' Djenepo) Edmilson jr., Emond, Mpoku (77' Koutroubis) | 43' Selahi 45+2' Fai 75' Cimirot 90+1' Koutroubis                     |
| 10 mei 2018 14:30 Constant Vanden Stockstadion Anderlecht    | 63' Teodorczyk                                            | 0-1 0-2 1-2 1-3                 | 48' Edmilson jr. 51' Emond 78' Edmilson jr.           | Ochoa Cavanda, Luyindama, Laifis, Fai Selahi (46' Carlinhos), Cimirot, Carcela (90+1' Djenepo) Edmilson jr., Emond, Mpoku (77' Koutroubis) | 43' Selahi 45+2' Fai 75' Cimirot 90+1' Koutroubis                     |
| 13 mei 2018 18:00 Stade Maurice Dufrasne Luik                | Standard Luik                                             | 1-1                             | Club Brugge                                           | Ochoa Cavanda, Luyindama, Laifis, Pocognoli Agbo, Cimirot (75' Čop), Carcela (90+1' Djenepo) Edmilson jr., Emond, Mpoku (61' Carlinhos)    | 68' Carlinhos 90+1' Edmilson jr. 90+2' Cavanda                        |
| 13 mei 2018 18:00 Stade Maurice Dufrasne Luik                | 11' Laifis                                                | 1-0 1-1                         | 42' Vossen                                            | Ochoa Cavanda, Luyindama, Laifis, Pocognoli Agbo, Cimirot (75' Čop), Carcela (90+1' Djenepo) Edmilson jr., Emond, Mpoku (61' Carlinhos)    | 68' Carlinhos 90+1' Edmilson jr. 90+2' Cavanda                        |
| 20 mei 2018 18:00 Stade du Pays de Charleroi Charleroi       | Sporting Charleroi                                        | 0-0                             | Standard Luik                                         | Ochoa Cavanda, Luyindama, Laifis, Fai Agbo, Cimirot, Carlinhos (46' Carcela) Edmilson jr. (90+4' Djenepo), Emond (64' Čop), Mpoku          | 76' Fai                                                               |
| 20 mei 2018 18:00 Stade du Pays de Charleroi Charleroi       |                                                           |                                 |                                                       | Ochoa Cavanda, Luyindama, Laifis, Fai Agbo, Cimirot, Carlinhos (46' Carcela) Edmilson jr. (90+4' Djenepo), Emond (64' Čop), Mpoku          | 76' Fai                                                               |

### Overzicht
Reguliere competitie
| Speeldag  | 1 | 2 | 3 | 4  | 5  | 6  | 7  | 8  | 9  | 10 | 11 | 12 | 13 | 14 | 15 | 16 | 17 | 18 | 19 | 20 | 21 | 22 | 23 | 24 | 25 | 26 | 27 | 28 | 29 | 30 |
| --------- | - | - | - | -- | -- | -- | -- | -- | -- | -- | -- | -- | -- | -- | -- | -- | -- | -- | -- | -- | -- | -- | -- | -- | -- | -- | -- | -- | -- | -- |
| Resultaat | g | w | v | v  | v  | g  | g  | w  | v  | w  | w  | g  | w  | v  | g  | w  | g  | v  | g  | g  | v  | w  | v  | g  | w  | w  | g  | g  | w  | w  |
| Punten    | 1 | 4 | 4 | 4  | 4  | 5  | 6  | 9  | 9  | 12 | 15 | 16 | 19 | 19 | 20 | 23 | 24 | 24 | 25 | 26 | 26 | 29 | 29 | 30 | 33 | 36 | 37 | 38 | 41 | 44 |
| Positie   | 9 | 4 | 9 | 11 | 12 | 12 | 13 | 11 | 12 | 9  | 9  | 10 | 8  | 9  | 8  | 6  | 7  | 8  | 8  | 8  | 9  | 6  | 10 | 10 | 9  | 8  | 8  | 7  | 6  | 6  |

Play-off I
| Speeldag  | 1  | 2  | 3  | 4  | 5  | 6  | 7  | 8  | 9  | 10 |
| --------- | -- | -- | -- | -- | -- | -- | -- | -- | -- | -- |
| Resultaat | w  | v  | w  | w  | g  | w  | w  | w  | g  | g  |
| Punten    | 25 | 25 | 28 | 31 | 32 | 35 | 38 | 41 | 42 | 43 |
| Positie   | 5  | 6  | 4  | 4  | 4  | 3  | 3  | 2  | 2  | 2  |

### Klassement

#### Reguliere competitie
| Pos | Team               | Wed | W  | G  | V  | Ptn | DV | DT | +/− |       |
| --- | ------------------ | --- | -- | -- | -- | --- | -- | -- | --- | ----- |
| 3   | Sporting Charleroi | 30  | 13 | 12 | 5  | 51  | 43 | 25 | +18 | PO I  |
| 4   | KAA Gent           | 30  | 14 | 8  | 8  | 50  | 45 | 27 | +18 | PO I  |
| 5   | KRC Genk           | 30  | 11 | 11 | 8  | 44  | 44 | 36 | +8  | PO I  |
| 6   | Standard Luik      | 30  | 11 | 11 | 8  | 44  | 43 | 41 | +2  | PO I  |
| 7   | KV Kortrijk        | 30  | 12 | 6  | 12 | 42  | 42 | 39 | +3  | PO II |
| 8   | Royal Antwerp FC   | 30  | 10 | 11 | 9  | 41  | 38 | 40 | −2  | PO II |
| 9   | SV Zulte Waregem   | 30  | 11 | 4  | 15 | 37  | 47 | 52 | −5  | PO II |

PO I: Play-off I, PO II: Play-off II, : Degradeert na dit seizoen naar eerste klasse B

#### Play-off I
| Pos | Team               | Wed | W | G | V | Ptn | DV | DT | +/− |                                        |
| --- | ------------------ | --- | - | - | - | --- | -- | -- | --- | -------------------------------------- |
| 1   | Club Brugge        | 10  | 3 | 3 | 4 | 46  | 17 | 12 | +5  | Kampioen, Groepsfase Champions League  |
| 2   | Standard Luik      | 10  | 6 | 3 | 1 | 43  | 20 | 9  | +11 | Voorrondes Champions League            |
| 3   | RSC Anderlecht     | 10  | 4 | 0 | 6 | 40  | 12 | 15 | −3  | Groepsfase Europa League               |
| 4   | KAA Gent           | 10  | 4 | 2 | 4 | 39  | 8  | 8  | 0   | Voorrondes Europa League               |
| 5   | KRC Genk           | 10  | 4 | 4 | 2 | 38  | 13 | 13 | 0   | Testwedstrijd tegen winnaar Play-off 2 |
| 6   | Sporting Charleroi | 10  | 2 | 2 | 6 | 34  | 9  | 22 | −13 |                                        |

1. ↑  Aangezien Standard Luik de Beker van België won, gaf de derde plaats recht op rechtstreekse kwalificatie voor de groepsfase van de Europa League

## Beker van België
| Beker van België                                               |                                                |                     |                            | |                                                                         |
| Wedstrijddetails                                               | Thuisploeg                                     | Uitslag             | Uitploeg                   | Opstelling | Kaarten                                                                 |
| 1/16 finale                                                    |                                                |                     |                            | |                                                                         |
| 20 september 2017 20:45 Stade Maurice Dufrasne Luik            | Standard Luik                                  | 4-0                 | KSK Heist (1.Am)           | Gillet Fai, Luyindama, Laifis, Cavanda Marin, Agbo, Mpoku Ndongala (72' Luchkevych), Sá (66' Čop), Carlinhos (83' Djenepo)                  | 49' Mpoku 65' Ndongala 74' Mpoku                                        |
| 20 september 2017 20:45 Stade Maurice Dufrasne Luik            | 2' Carlinhos 31' Marin 64' Sá 71' Čop          | 1-0 2-0 3-0 4-0     |                            | Gillet Fai, Luyindama, Laifis, Cavanda Marin, Agbo, Mpoku Ndongala (72' Luchkevych), Sá (66' Čop), Carlinhos (83' Djenepo)                  | 49' Mpoku 65' Ndongala 74' Mpoku                                        |
| 1/8 finale                                                     |                                                |                     |                            | |                                                                         |
| 29 november 2017 20:45 Constant Vanden Stockstadion Anderlecht | RSC Anderlecht                                 | 0-1                 | Standard Luik              | Gillet Fai, Luyindama, Laifis, Pocognoli Luchkevych, Marin, Agbo, Edmilson jr. (90+2' Djenepo) Sá , Carlinhos (82' Scholz)                  | 37' Sá 67' Fai 90+9' Djenepo                                            |
| 29 november 2017 20:45 Constant Vanden Stockstadion Anderlecht |                                                | 0-1                 | 18' Carlinhos              | Gillet Fai, Luyindama, Laifis, Pocognoli Luchkevych, Marin, Agbo, Edmilson jr. (90+2' Djenepo) Sá , Carlinhos (82' Scholz)                  | 37' Sá 67' Fai 90+9' Djenepo                                            |
| Kwartfinale                                                    |                                                |                     |                            | |                                                                         |
| 12 december 2017 20:45 Versluys Arena Oostende                 | KV Oostende                                    | 2-3                 | Standard Luik              | Gillet Fai, Luyindama, Laifis, Pocognoli Ndongala, Marin (90' Carlinhos), Agbo, Mpoku (82' Luchkevych) Sá, Emond (85' Scholz)               | 45' Laifis 70' Agbo 86' Sá 90' Ndongala                                 |
| 12 december 2017 20:45 Versluys Arena Oostende                 | 18' Živković 90+4' Gano                        | 1-0 1-1 1-2 1-3 2-3 | 35' Sá 48' Marin 84' Emond | Gillet Fai, Luyindama, Laifis, Pocognoli Ndongala, Marin (90' Carlinhos), Agbo, Mpoku (82' Luchkevych) Sá, Emond (85' Scholz)               | 45' Laifis 70' Agbo 86' Sá 90' Ndongala                                 |
| Halve finale                                                   |                                                |                     |                            | |                                                                         |
| 31 januari 2018 20:45 Stade Maurice Dufrasne Luik              | Standard Luik                                  | 4-1                 | Club Brugge                | Gillet Cavanda, Luyindama, Laifis, Fai Edmilson jr. (80' Luchkevych), Agbo, Marin, Mpoku Čop (90+4' Djenepo), Emond (66' Carlinhos)         | 30' Cavanda 72' Edmilson jr.                                            |
| 31 januari 2018 20:45 Stade Maurice Dufrasne Luik              | 19' Emond 25' Emond 54' Emond 57' Edmilson jr. | 1-0 2-0 3-0 4-0 4-1 | 82' Mitrović               | Gillet Cavanda, Luyindama, Laifis, Fai Edmilson jr. (80' Luchkevych), Agbo, Marin, Mpoku Čop (90+4' Djenepo), Emond (66' Carlinhos)         | 30' Cavanda 72' Edmilson jr.                                            |
| 8 februari 2018 21:00 Jan Breydelstadion Brugge                | Club Brugge                                    | 3-2                 | Standard Luik              | Gillet Cavanda, Luyindama, Laifis, Fai Emond (90+4' Djenepo), Agbo, Marin, Mpoku (78' Cimirot) Čop, Sá (46' Carcela)                        | 16' Mpoku 34' Gillet 43' Sá 44' Laifis 57' Agbo 63' Marin               |
| 8 februari 2018 21:00 Jan Breydelstadion Brugge                | 41' Vanaken 62' Diaby 75' Clasie               | 0-1 1-1 2-1 2-2 3-2 | 4' Sá 71' Emond            | Gillet Cavanda, Luyindama, Laifis, Fai Emond (90+4' Djenepo), Agbo, Marin, Mpoku (78' Cimirot) Čop, Sá (46' Carcela)                        | 16' Mpoku 34' Gillet 43' Sá 44' Laifis 57' Agbo 63' Marin               |
| Finale                                                         |                                                |                     |                            | |                                                                         |
| 17 maart 2018 20:45 Koning Boudewijnstadion Brussel            | KRC Genk                                       | 0-1                 | Standard Luik              | Gillet Cavanda, Luyindama, Koutroubis, Fai Cimirot, Marin, Carcela (105+1' Djenepo) Edmilson jr. (97' Čop), Emond (120+2' Pocognoli), Mpoku | 67' Mpoku 82' Fai 103' Marin 105+1' Carcela 111' Luyindama 116' Djenepo |
| 17 maart 2018 20:45 Koning Boudewijnstadion Brussel            |                                                | 0-1                 | 92' Emond                  | Gillet Cavanda, Luyindama, Koutroubis, Fai Cimirot, Marin, Carcela (105+1' Djenepo) Edmilson jr. (97' Čop), Emond (120+2' Pocognoli), Mpoku | 67' Mpoku 82' Fai 103' Marin 105+1' Carcela 111' Luyindama 116' Djenepo |

## Afbeeldingen

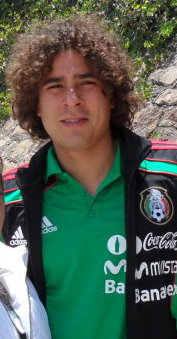
Guillermo Ochoa (doelman)
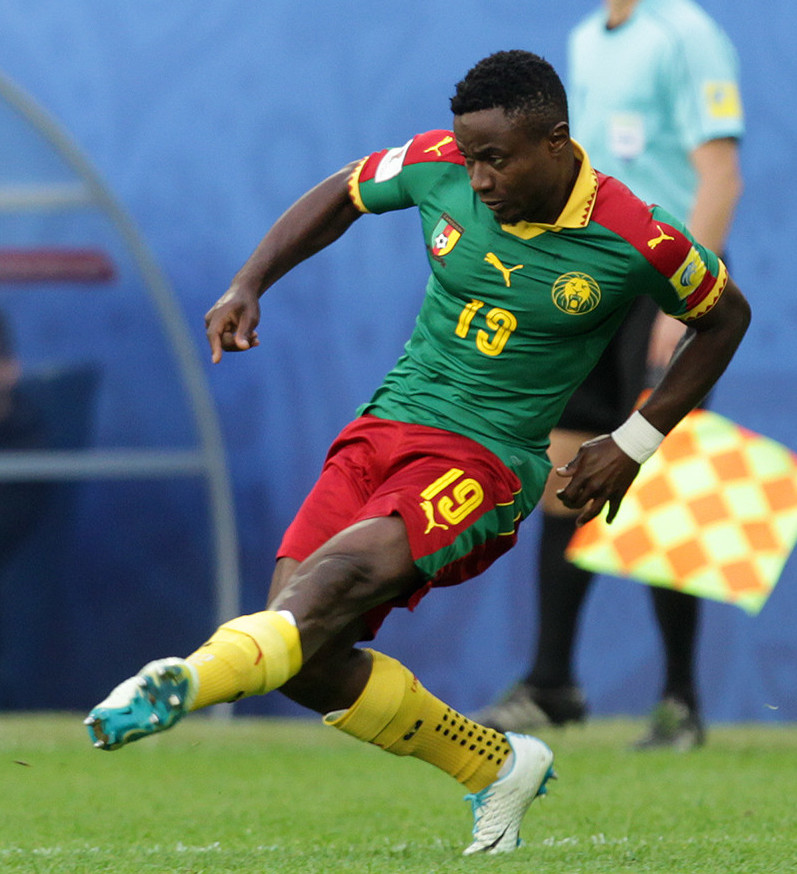
Collins Fai (verdediger)
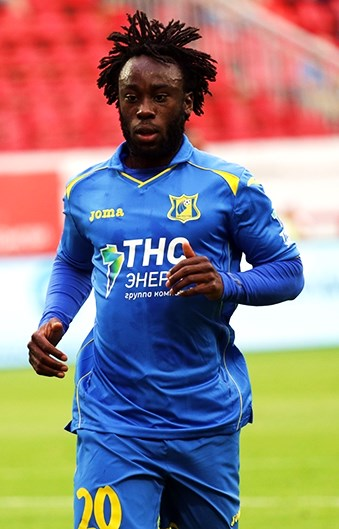
Réginal Goreux (verdediger)
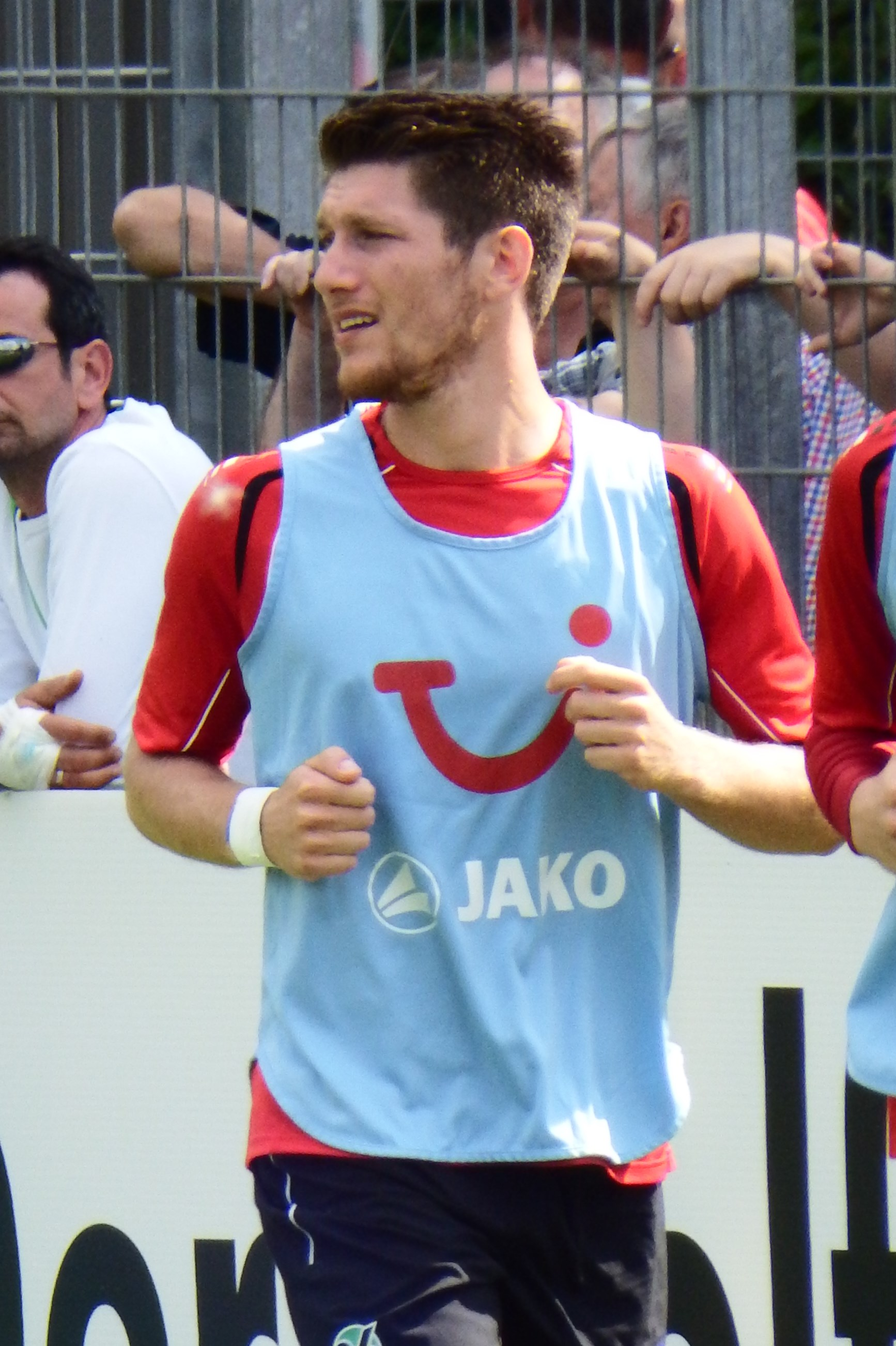
Sébastien Pocognoli (verdediger)
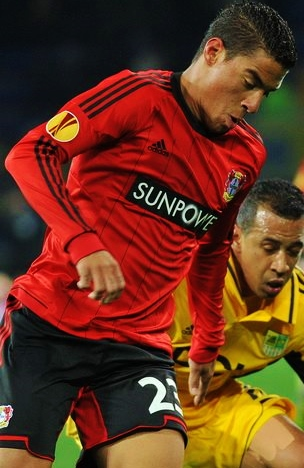
Carlinhos (middenvelder)
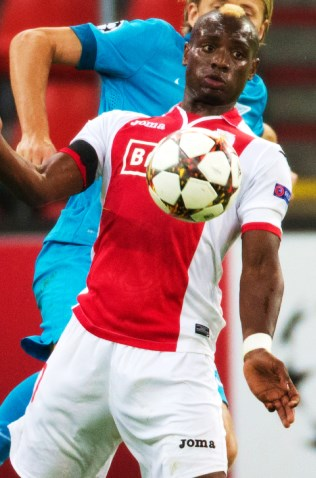
Paul-José Mpoku (middenvelder)
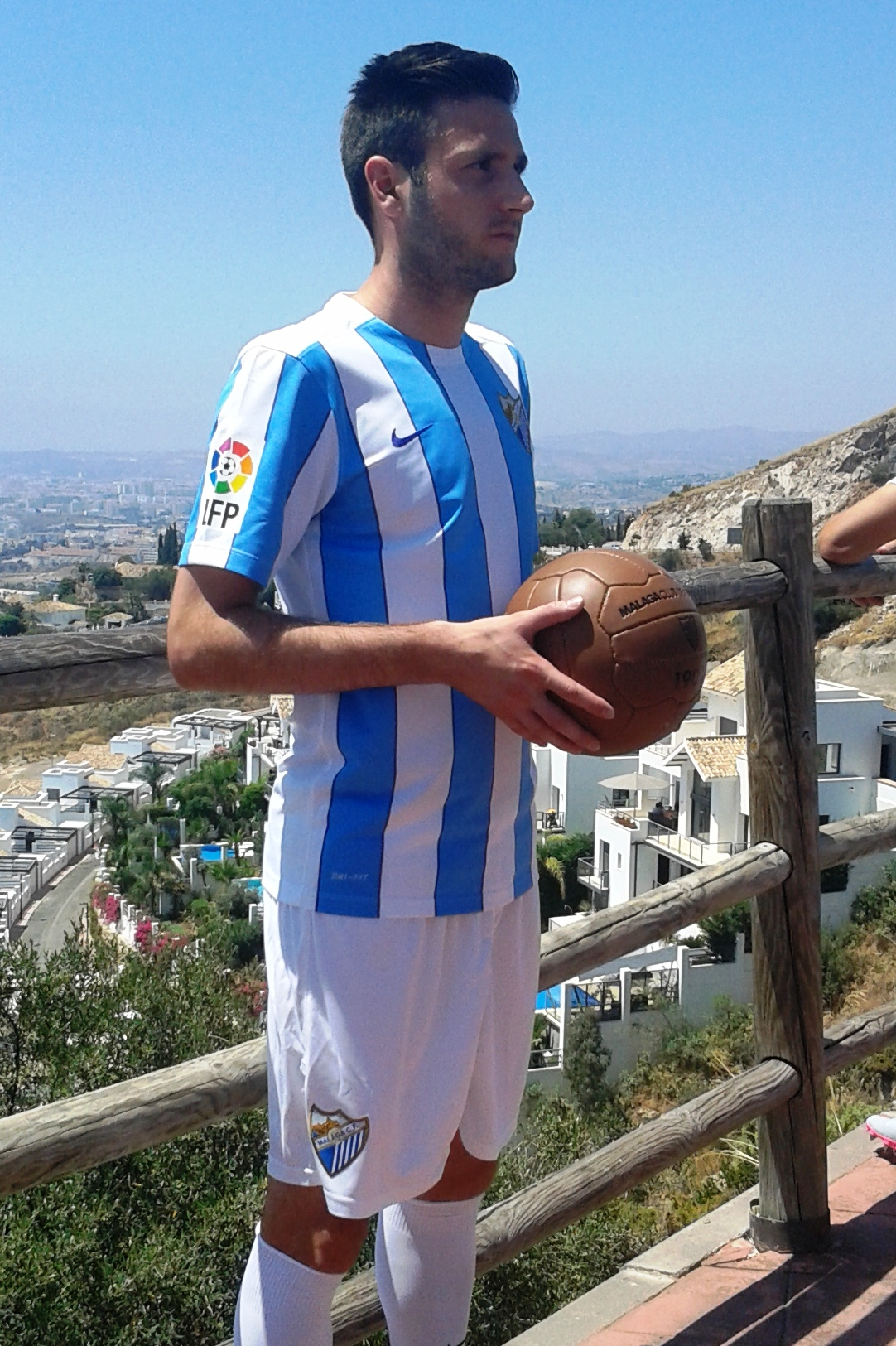
Duje Čop (aanvaller)
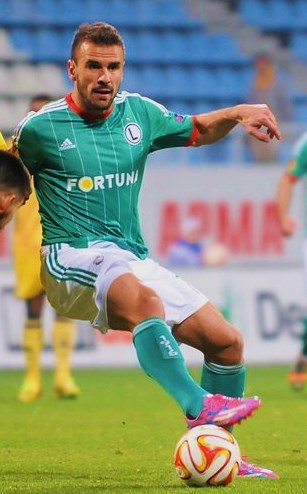
Orlando Sá (aanvaller)